# Seleção Moldávia de Futebol de Areia
A Seleção Moldávia de Futebol de Areia é a equipe que representa a Moldávia nas competições internacionais de Futebol de areia organizadas pela UEFA, pela FIFA e pela BSWW, e é governada pela Federação de Futebol da Moldávia.

## Competições

### Eliminatórias da Copa do Mundo FIFA de Futebol de Areia
| Ano                     | Fase             | JG | V | V+ | D | GF | GS |
| ----------------------- | ---------------- | -- | - | -- | - | -- | -- |
| 2008                    | Não Participou   |    |   |    |   |    |    |
| 2009                    | Não Participou   |    |   |    |   |    |    |
| 2011[carece de fontes?] | Oitavas de final | 4  | 2 | 1  | 1 | 8  | 8  |
| 2013                    | Fase de grupos   | 3  | 0 | 0  | 3 | 5  | 19 |
| 2015                    | Fase de grupos   | 3  | 0 | 0  | 3 | 13 | 27 |
| 2017                    | 16º lugar        | 8  | 2 | 0  | 6 | 21 | 47 |
| 2019                    | Fase preliminar  | 4  | 0 | 1  | 3 | 7  | 28 |
| 2021                    | Fase de grupos   | 2  | 0 | 0  | 2 | 3  | 5  |
| 2023                    | Fase Final       | 4  | 2 | 0  | 2 | 12 | 12 |
| 2025                    | Oitavas de final | 4  | 2 | 0  | 2 | 18 | 18 |

### Jogos Europeus
| Ano         | Fase                | Posição | JG | V | V+ | D | GF | GS | DF |
| ----------- | ------------------- | ------- | -- | - | -- | - | -- | -- | -- |
| Tarnów 2023 | Disputa do 5º lugar | 6º      | 5  | 1 | 0  | 4 | 23 | 31 | -8 |